# Ceryx bernhardi
Ceryx bernhardi là một loài bướm đêm thuộc phân họ Arctiinae, họ Erebidae.